# Grumman OV-1 Mohawk
Grumman OV-1 Mohawk var ett amerikanskt spanings- och observationsflygplan tillverkat för USA:s armé av Grumman på 1960-talet. 

## Utveckling
År 1954 började USA:s armé att studera möjligheterna att ersätta Cessna 305 Bird Dog med ett modernare flygplan. I juni 1956 hade man en färdig specifikation och offerter från sex olika flygplanstillverkare och i mars 1957 gick kontraktet till Grumman. Redan tidigt drabbades projektet av politiska problem. Försvarsdepartementet involverade USA:s flygvapen och marinkåren som båda hade andra åsikter om hur ett sådant flygplan skulle utformas. Flygvapnet hävdade bestämt att flygplanet måste vara obeväpnat eftersom flygunderstöd var något som föll på deras lott, något som varken armén eller marinkåren ville gå med på. Marinkåren ville ha ett enkelt och billigt flygplan och var inte alls intresserade av de avancerade sensorer som armén ville ha. Marinkåren drog sig därför ur projektet i september 1957 och armén övertog beställningen av marinkårens fyra prototyper.
Den första prototypen genomförde sin jungfruflygning 14 april 1959. Den visade sig vara mycket lättmanövrerad och ha utmärkta lågfartsegenskaper. Redan månaden innan hade kontrakt skrivits för den första produktionsserien. Parallellt med OV-1A utvecklades två andra versioner. OV-1B fick en AN/APS-94 SLAR-radar (Side looking airborne radar) i en 5,5 meter lång kapsel under flygkroppen. Radarn kopplades till en display vid högersitsen och radarbilden spelades också in på fotografisk film. För att bära upp radarn förlängdes vingarna med 179 cm och den försågs med autopilot kopplad till en dopplerradar för att kunna flyga i exakta banor. OV-1C fick även den en display vid högersitsen, fast för värmekameran AN/AUS-4 som satt monterad bredvid den vanliga kameran i bakkroppen. Det var också den första modellen som byggdes med luftkonditionering i cockpit, något som visat sig välbehövligt.
Det utvecklades även varianter som aldrig sattes i produktion eller infördes på förband. Bland annat testades landningsställ med skidor. Skidorna fungerade inte bara på snö utan även på vatten (som vattenskidor) under förutsättning att piloten höll farten uppe.
Under Vietnamkriget blev behovet av att beväpna flygplanen allt tydligare. Armén byggde därför om 59 flygplan med sikte och sex stycken vapenbalkar under vingarna för napalm, flygbomber, Hydra 70- och Zuni-raketer. Även kulsprutor och granatsprutor kunde bäras i kapslar under vingarna. Dessa betecknades JOV-1A respektive JOV-1C. Flygvapnet protesterade dock häftigt mot detta intrång på deras område och tvingade armén att avskaffa beteckningen JOV-1, beväpningen avskaffades dock inte eftersom den i stort sett var samma som användes av arméns helikoptrar.
Att underhålla tre olika modeller av OV-1 var dock kostsamt, så 1968 började Grumman att utveckla modellen OV-1D för att ersätta alla de tidigare modellerna. OV-1D hade samma förlängda vingar som OV-1B . Dessutom var den förstärkt för att klara mer last och hade starkare motorer. Den stora SLAR-radarn var inte fast monterad som på OV-1B utan kunde ganska enkelt hängas på eller tas bort. Den hade också den modernare värmekameran AN/AUS-24 för att ersätta OV-1B. Dessutom hade den avsevärt förbättrat elektroniskt skydd i form av radarvarnarna AN/APR-32 och AN/APR-44, störsändarna AN/ALQ-136 och AN/ALQ-162 samt en AN/ALQ-147 infraröd störfyr.

## Användning
Mohawk användes flitigt under Vietnamkriget, främst för spaning där de var oersättliga tack vare sin förmåga att upptäcka fientliga mål och snabbt leda in attackflyg eller artilleri mot dem. En Mohawk lyckades 1966 skjuta ner en nordvietnamesisk MiG-15 med raketer. Totalt förlorades 27 Mohawks i Vietnam, varav en sköts ner av nordvietnamesiskt jaktflyg 1969 och en förstördes på marken. Efter Vietnamkriget användes Mohawks huvudsakligen i Tyskland och i Korea där de med sin SLAR-radar i detalj kunde följa vad som hände på andra sidan gränsen. De gjorde även en viktig insats i Kuwaitkriget, även där var SLAR-radarn den viktigaste sensorn.
Den enda exportkunden är Argentina som köpte 23 stycken begagnade Mohawks i mitten på 1990-talet. Därutöver lånades två Mohawks ut till Israel efter Oktoberkriget för att övervaka vapenvilan. Mohawks har även använts av civila operatörer, bland andra US Forest Service, US Geological Survey, Environmental Protection Agency och US Customs Service.

## Konstruktion
OV-1 var ett midvingat flygplan med raka vingar. Vingarna var försedda med stora flaps för att minska start- och landningssträckan. Cockpiten hade plats för två besättningsmän sida vid sida i Martin-Baker Mk.5 raketstolar. Förutom raketstolarnas pansarskydd skyddades piloterna också av 6,4 mm tjock golvplåt och 25 mm tjock vindruta. Sidorutorna var utbuktande för att ge god sikt nedåt och bakåt. Bränsletanken på 1 125 liter bakom vingen var även den bepansrad. Landningsstället var trehjuligt där noshjulet fälldes in bakåt och huvudhjulet fälldes in utåt in i vingarna. Motorerna var samma Lycoming T53 som användes i bland annat Bell UH-1 Iroquois. De satt monterade ovanpå vingarna vilket gav dem ett visst skydd. Avgasrören satt på motorns ovansida vilket gjorde de svåra att låsa på med värmesökande luftvärnsrobotar. De trebladiga propellrarna var reverserbara för att användas vid inbromsning. Stjärten hade tre fenor i samma stil som Lockheed Constellation för att ge god kontroll även i låg fart.

## Bilder

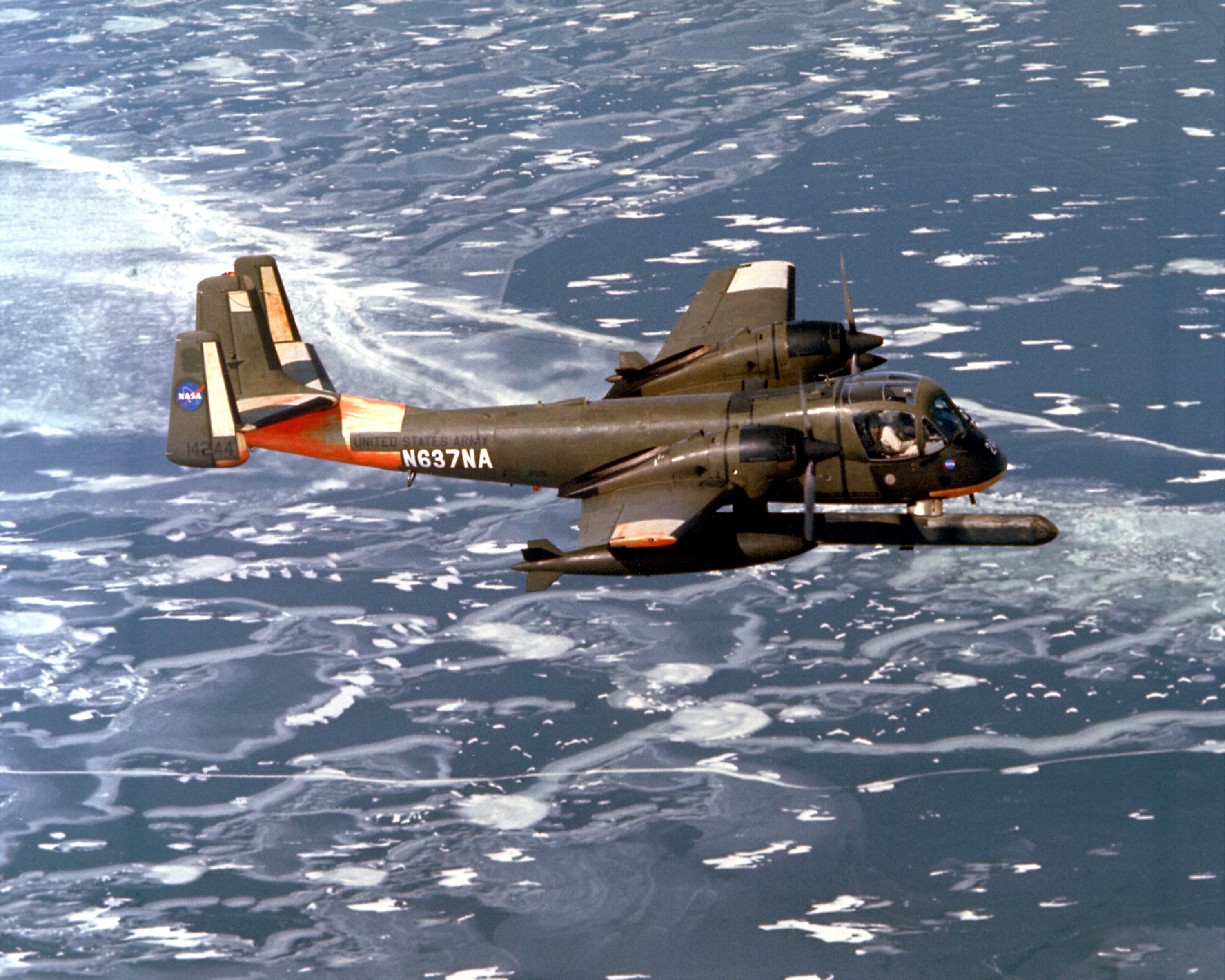
En OV-1B utlånad till NASA för nedisningstester, mars 1973.
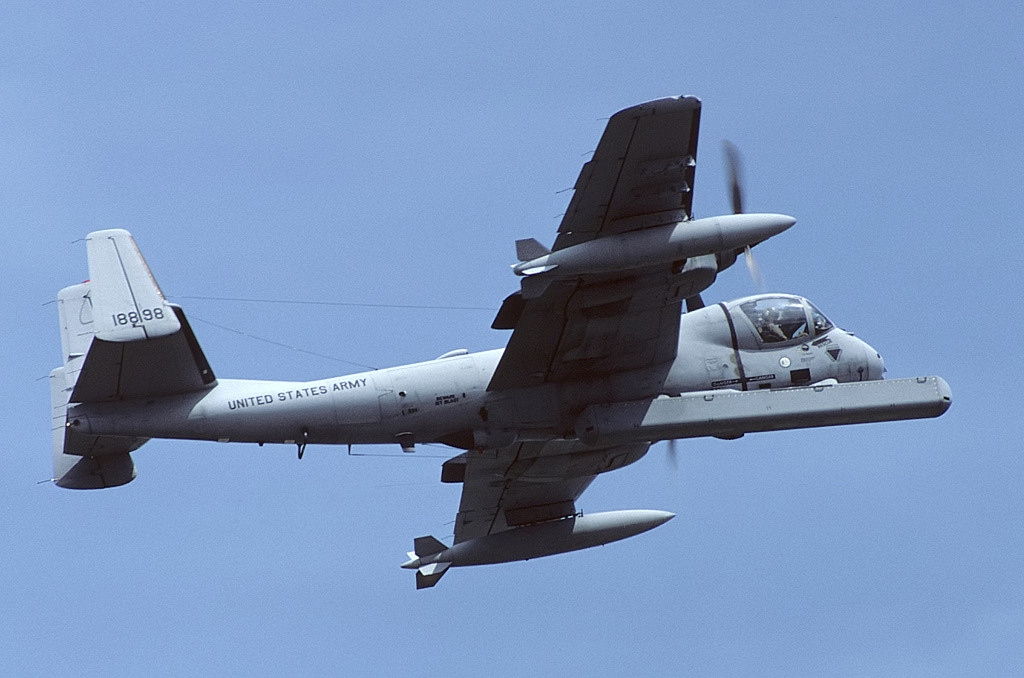
En OV-1D från 73rd Combat Intelligence Company med SLAR-radar monterad.
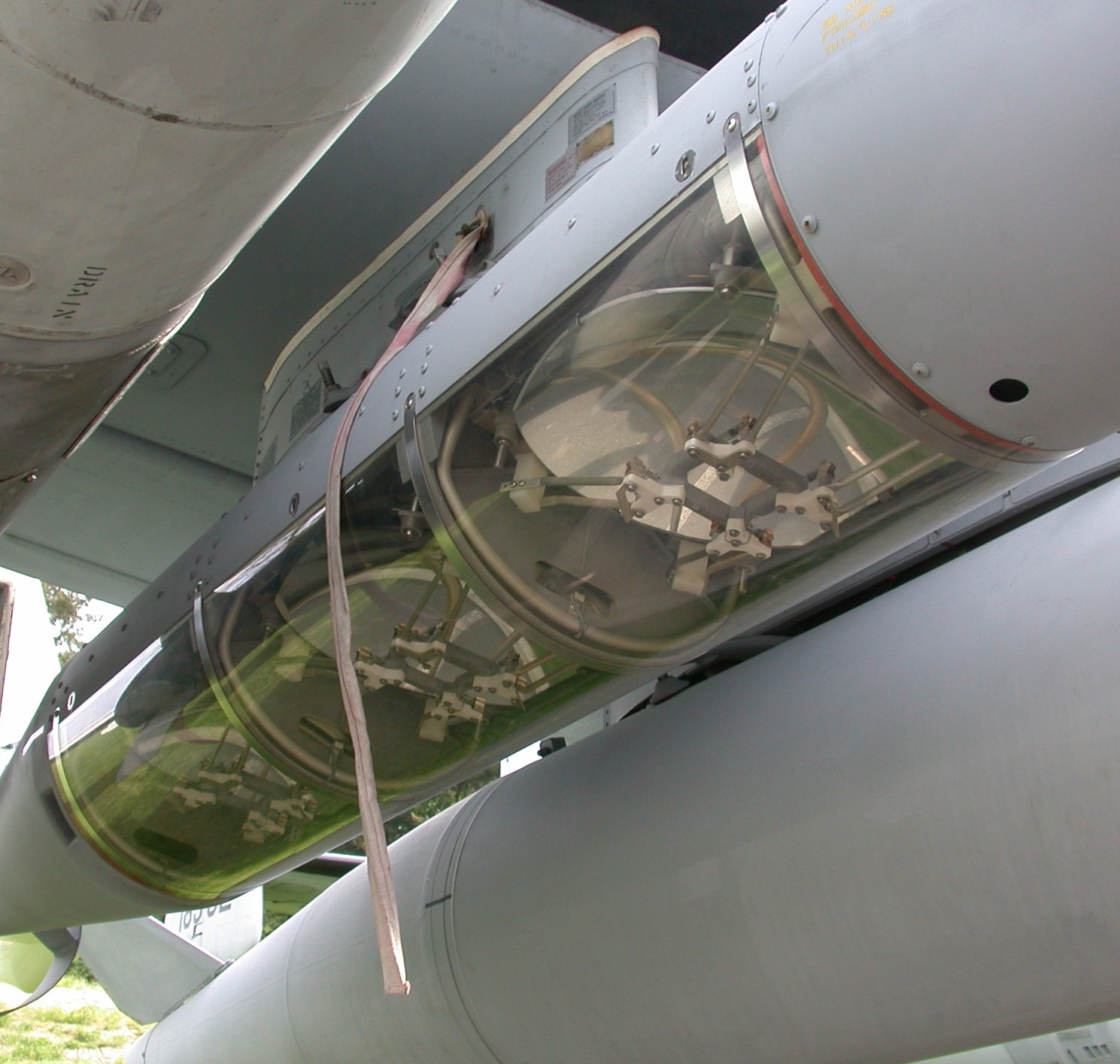
För nattliga spaningsuppdrag kunde OV-1 bära en belysningskapsel med tre stycken blixtaggregat.

## Varianter
- YAO-1 – Prototyp för USA:s armé. 5 byggda
- YOF-1 – Prototyp för USA:s marinkår. 4 byggda.
- YOV-1A – Gemensam beteckning på alla prototyper från och med 1962.
- OV-1A – Observations- och fotospaningsversion. 64 byggda.
- OV-1B – Radarspaningsversion med SLAR. 101 byggda.
- OV-1C – Observations- och spaningsversion med värmekamera. 169 byggda.
- OV-1D – Moderniserad version med kraftigare motorer, modernare elektronik och utbytbara sensorsystem. 37 nybyggda, 17 ombyggda från OV-1B och 61 ombyggda från OV-1C.
- JOV-1A – Ett antal OV-1A ombyggda för att bära vapen.
- JOV-1C – Ett antal OV-1C ombyggda för att bära vapen.
- RV-1C – Signalspaningsversion. Två ombyggda från OV-1C.
- RV-1D – Signalspaningsversion. 31 ombyggda från OV-1D.
- OV-1E – Föreslagen version med förlängd flygkropp med plats för tre besättningsmän. Inga byggda.